# Stade havrais
Maillots
Le Stade havrais est un club français de football basé au Havre, fondé en 1919 et disparu en juillet 1939.

## Historique
Le Stade havrais est fondé en 1919. Il prend la suite du Le Havre sports. À ses débuts il est essentiellement composé d'anciens combattants démobilisés de la Grande Guerre, et les joueurs de son équipe première ont tous été au front. Avant d'avoir son propre stade, le Stade havrais joue sur un terrain construit et prêté par la Société des Tréfileries et Laminoirs du Havre. Le stade est inauguré le 19 octobre 1919 par un match entre le Stade havrais et le CASG, terminant sur le score de 5 buts à 5. Le Stade havrais joue son premier match officiel 7 jours plus tard à Rouen contre le Beauvoisine FC, pour le compte du championnat de Normandie. Et le 2 novembre 1919, il joue son 1er match de Coupe de France, qui est aussi son premier derby contre le voisin du Havre AC avec une défaite 0-1.  En 1927, il arrive en quarts de finale de la Coupe de France éliminé par le Stade raphaëlois. Puis en 1928, le club est champion de Normandie puis éliminé en quarts de finale du Championnat de France amateur de football 1927-1928. En 1932, le club refuse de devenir professionnel, suivant son homologue du Havre AC. En 1936, le Stade est Champion de Normandie pour la 2e fois, il remporte aussi la Coupe de Normandie face à un autre club havrais l'US Tréfileries. Il participe également au championnat de France amateur et est éliminé en 1/2 finale par l'Association sportive de Valentigney Le club disparaitra en juillet 1939 à la suite d'une absorption par le Havre AC.

## Palmarès
- DH Normandie
- Champion : 1928, 1936
- Vice-Champion : 1934, 1935
- 3e : 1929,1930,1931,1937
- 4e : 1920,1926,1933,1938
- 5e : 1921,1925,1927
- 6e : 1922,1932,1939
- Coupe de Normandie
- Vainqueur : 1930, 1932, 1935, 1936
- Finaliste : 1931
- Championnat de France amateur de football 1927-1928
- 1/4 Finaliste
- Championnat de France amateur de football (1935-1948)
- 1/2 Finaliste 1936
- Coupe de France de Football
- 1/4 Finaliste 1927
- 1/8e 1928
- 1/16e 1926,1930,1931,1935
- 1/32e 1921,1929,1936

## Ancien joueur
- Robert Accard
- Théo Bisson
- Paul Langlois
- Edouard Brunet
- Maurice Esnos
- Pierre Josephau
- Louis Boullen

## Bilan saison par saison

### Saison 1927-1928

#### Composition
Gondouin, Defortescu, Homont, Avenel, Voegli, Wouters, Stadelmann, Billout, Accard, Langlois

#### Résultats
28-08-1927 SH - US Boulogne (7-1) (Amical)
04-09-1927 RC France - SH (2-6) (Amical)
11-09-1927 SH - SM Caen (3-1) (Amical)
18-09-1927 SH - CASG (9-0) (Amical)
25-09-1927 FC Dieppe - SH (2-5)
02-10-1927 US Quevilly - SH (2-0)
08-10-1927 HAC - SH (2-2)
16-10-1927 SH - FC Rouen (1-1)
23-10-1927 AL Déville - SH (1-5)
01-11-1927 SH - Standard Athletic Club (4-0) (Match de la Toussaint)
06-11-1927 SH - USA Clichy (6-1) (4e t CDF)
20-11-1927 SH - FC Dieppe (5-1)
27-11-1927 SH - Us Quevilly (6-2)
03-12-1927 Excelcior Tourcoing - SH (1-3) (5e t CDF)
11-12-1927 SH - HAC (2-1)
18-12-1927 FCR - SH (0-1)
26-12-1927 31e R.I - SH (3-1) (Amical)
08-01-1928 SH - RC Arras (2-2 ap. prolong.) (16e CDF) à rejouer
15-01-1928 SH - AL Déville (6-1)
22-01-1928 SH - RC Arras (5-2) (16e CDF)
29-01-1928 SH - SM Caen (3-2) (Finale Championnat Normandie Aller)
05-02-1928 Stade Raphaelois - SH (2-1) (8e CDF)
12-02-1928 SM Caen - SH (0-3) (Finale Championnat Normandie Retour)
26-02-1928 SH - Club Français (Équipe Chayriguès) (2-0) (Amical)
04-03-1928 Stade Français - SH (5-2) (Poule Championnat France)
25-03-1928 Montpellier SO - SH (3-1) (Poule Championnat France)
01-04-1928 HAC - SH (2-2) (Amical)
08-04-1928 SH - AS Mulhouse (1-4) (Amical)
06-05-1928 SH - Uruguay B (0-9) (Amical)

### Saison 1935 - 1936

#### Composition
Le Foll, Billoud, Saillot, Collette, Deveaux, Collard, Sampic, Orange, Masson, Bisson, Freger, Dumesnil, Williams, Glemot

#### Résultats
29-09-1935 SH 2-2 Stella Cherbourg
06-10-1935 C.A.S.A Elbeuf 1-4 SH
13-10-1935 SH 4-1 O.S Auberchicourt (2e tour CDF)
20-10-1935 SH 3-1 U.S Fécamp
03-11-1935 US Pontoise 1-4 SH (3e tourCDF)
10-11-1935 SH 3-1 FC Dieppe
17-11-1935 Olympique Bas Normand 0-5 SH
24-11-1935 SH 5-2 CA Vitry (4e tour CDF)
08-12-1935 SH 4-0 US Quevilly
15-12-1935 US Boulonnaise 4-3 SH (Après Prolongations) (32e de finale CDF)
22-12-1935 CS Honfleur 1-1 SH
05-01-1936 Am. Maulaunay 1-5 SH (Coupe Normandie)
19-01-1936 Stella Cherbourg 0-1 SH
26-01-1936 FC Dieppe 1-2 SH
02-02-1936 SH 9-3 AS Fauville (1/4 Coupe de Normandie)
16-02-1936 SH 3-1 Olympique Bas-Normand
23-02-1936 U.S Fécamp 0-4 SH
01-03-1936 U.S Normande 1-6 SH (1/2 Coupe de Normandie)
08-03-1936 SH 8-0 C.A.S.A Elbeuf
22-03-1936 USQ 1-0 SH (Le Stade Havrais est Champion de Normandie DH)
05-04-1936 SH 3-1 Honfleur (Match en Retard DH Normandie)
12-04-1936 U.S Flers 2-3 SH (Amical)
19-04-1936 ASJ Chateaudun 0-0 SH (Championnat France des Amateurs)
26-04-1936 Stade Clermontois 1-3 SH (Championnat France des Amateurs)
03-05-1936 SH 1-0 Stade de l'est (Championnat France des Amateurs)
10-05-1936 Sélection des Amicales 3-8 SH (Amical)
17-05-1936 AS Valentigney 2-1 SH (Demi Finale Championnat France des Amateurs)
24-05-1936 SH 2-0 HAC (Amical)
31-05-1936 SH 4-3 U.S Tréfileries (Finale Coupe de Normandie)
Le Stade Havrais Champion de DH Normandie, Vainqueur de la Coupe de Normandie, Demi Finaliste du Championnat de France amateur de football (1935-1948)  et éliminé en 32e de Finale de Coupe de France.

### Quelques résultats en Coupe de France
1920-1921 16e US Suisse Paris (D2 Paris) 3 - 2 Stade Havrais
1921-1922 32e RC Roubaix 4 - 0 Stade Havrais
1923-1924 32e Olympique Lillois 3 - 0 Stade Havrais
1924-1925 8e FC Rouen 2 - 0 Stade Havrais
1925-1926 16e CS Jean Bouin Angers 2 - 1 Stade Havrais
1926-1927 1/4 Stade Raphaëlois (DH) 2 - 1 Stade Havrais
1927-1928 8e Stade Raphaëlois 2 - 1 Stade Havrais
1929-1930 16e Olympique de Marseille 4-2 Stade Havrais
1934-1935 16e US Bruay 1-0 Stade Havrais
1935-1936 32e US Boulogne (D2) 4 - 3 Stade Havrais (Après prolongations)